# Божидар Йотов
Божидар Иванов Йотов е български политик, кмет на Русе (2005 – 2011).

## Биография
Божидар Йотов е роден на 18 август 1956 г. в Русе. Учи в ОУ „Тома Кърджиев“ Русе, а средно завършва в Техникума по механотехника в града. Висшето си образование завършва във Висшия институт по машиностроене, механизация и електрификация на селското стопанство.
Йотов работи последователно като:
- изпитател на горивна апаратура, организатор производство, началник на цех в ЛВЗ – Русе;
- зам. кмет на кметство „Здравец“;
- търговски мениджър в СД „Хермес“;
- изпълнителен директор във фирма „Багзи“ ООД;
- управител в Общински Хлебозавод – Русе.

Междувременно е общински съветник от БСП в Русе (1991 – 2000), където е член на постоянните комисии по комунални дейности и по младежта и спорта. Член е на Управителния съвет на Браншовата камара на индустриалните хлебопроизводители и сладкари в България.
Божидар Йотов от 2005 до 2011 г. е кмет на Русе. През 2011 г. не се явява за преизбиране, но на местните избори през 2015 г. отново е кандидат за кмет от БСП. Тогава той отпада с трети резултат (13 %) на първия тур от изборите. 